# Un rubio
Un rubio é um filme argentino de drama romântico, dirigido e escrito por Marco Berger. O filme conta a história de um homem que, após conhecer seu novo colega de apartamento, descobre que se sente atraído por outros homens. O filme teve sua premiere durante o Mardi Gras Film Festival, em Sydney, em fevereiro de 2019. Foi exibido pela primeira vez na Argentina no dia 11 de julho de 2019, em exibição única.

## Enredo
Após seu irmão se mudar de casa, Juan (Alfonso Barón) passa a buscar um novo colega de apartamento para poder dividir o preço do aluguel. Gabriel (Gaston Re), seu colega de trabalho, aceita ir morar com ele. Juan possui uma namorada, com quem está sempre brigando, e sua atividade preferida é se embebedar enquanto assiste jogos de futebol com os amigos de trabalho. Porém, com a passagem dos dias, ele começa a se sentir atraído por Gabriel, que dá sinais do interesse ser recíproco. No começo Juan mostra timidez, mas eventualmente os dois colegas se tornam amantes, apesar de manterem a relação um segredo.